# Jezerca
Jezerca je naselje v Občini Kobarid.
Jezerca so majhno naselje ki leži med Magozdom in Drežniškimi ravnami na Drežniškem. V preteklosti so na tem območju bila jezera (od tu tudi ime), a so se izsušila in na tem ozemlju so nastali travniki.